# Roosevelt Gardens
Roosevelt Gardens è un census-designated place degli Stati Uniti d'America situato nella parte centrale della Contea di Broward dello Stato della Florida.
Secondo le previsioni del 2010, la città ha una popolazione di 2 456 abitanti su una superficie di 0,80 km².